# Gullringskärrets naturreservat
Gullringskärret är ett naturreservat i Österhaninge socken i Haninge kommun på Södertörn i Södermanland (Stockholms län). Det ligger mellan Jordbro och Västerhaninge. Reservatet bildades 1986 och har en yta på 56 hektar mark som består till större delen av skog och våtmark men även en del smärre ängsmarker ingår. Markägare är Stockholms stift och förvaltare är Länsstyrelsen i Stockholms län.

## Beskrivning
Förleden Gullring i Gullringskärret härrör från ett numera försvunnet torp kallat Gullringen, ibland även Guldringen, som lydde under prästgården Solberga. Torpet omnämns i jordeböckerna från 1732. Det stod intill Gullringskärrets västra sida och existerade in på 1950-talet. I dag utgörs torpplatsen av en bit uppodlad jordbruksmark som inte ingår i reservatet.
Den övre, sydöstra delen av reservatet består av mer höglänt och torr mark med äldre tall- och granskog. Den lägre, mellersta delen utgörs av sumpmark - en blandning av områden med rikkärr, fattigkärr och riskärr. Där växer al och en del björk, samt granar varav många är riktigt gamla "bjässar".
Mitt i sumpmarken rinner Åbyån som är en gren i anslutning till Husbyån. Ån slingrar genom reservatet i flera täta meander och vartefter som den flyttar sin fåra bortspolas marken runt rötterna på de närmaste träden, vilket medför att de antingen faller omkull eller hamnar på lut. Flera äldre men numera avsnörda åslingor finns i området.
Tidigt på våren är det vitsipporna och ranunklarna som dominerar i denna del av reservatet. Senare kommer ormbunkarna. Speciellt dominerande är den ståtliga strutbräken som under sommartid, särskilt i augusti när bestånden hunnit växa till sig, bidrar till en påtaglig "djungelkänsla" i kärret. Reservat är särskilt vackert om våren då vitsipporna blommar i täta mattor och sedan kring midsommar då andra arter tar vid. Här växer också en del speciella mossor samt olika orkidéer.

### Entréerna
Åker man bil, tar man Södra Jordbrovägen och viker sedan av söderut in på Gullringsvägen, och fortsätter tills man ser P-märket strax efter en uppförsbacke, en kort bit innan torpet Snörom. Vid parkeringen finns en informationstavla och en med orange prick markerad 1,5 km lång strövstig som leder i en slinga genom reservatets centrala delar.
Går man, är det enklast att ta sig in från Jordbro gravfält. Man kan gå dit från Jordbro station (drygt 1 km) eller från Västerhaninge (cirka 2 km). Strax norr om Björklunds gård (på Björklundsvägen) finns en informationstavla intill vägen, och därifrån möter man efter 600 meter strövstigen.

### Syfte
Naturreservatet utnyttjas främst som exkursionslokal i undervisningssyfte. Genom närheten till Västerhaninge och Jordbro har de perifera delarna ett visst intresse för strövande men områdets otillgänglighet i stort gör att det nyttjas i ringa utsträckning för friluftsliv.

## Bilder

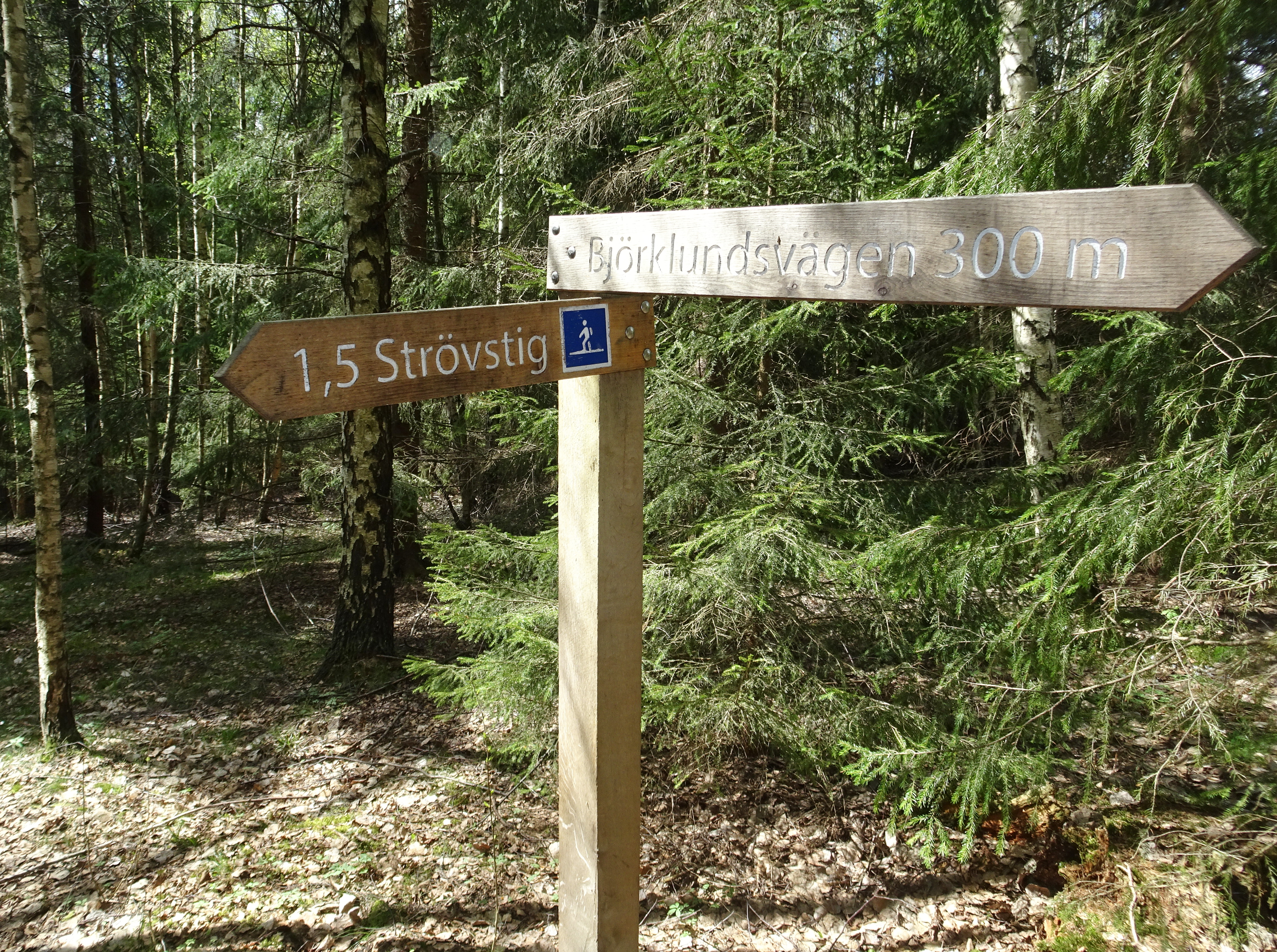
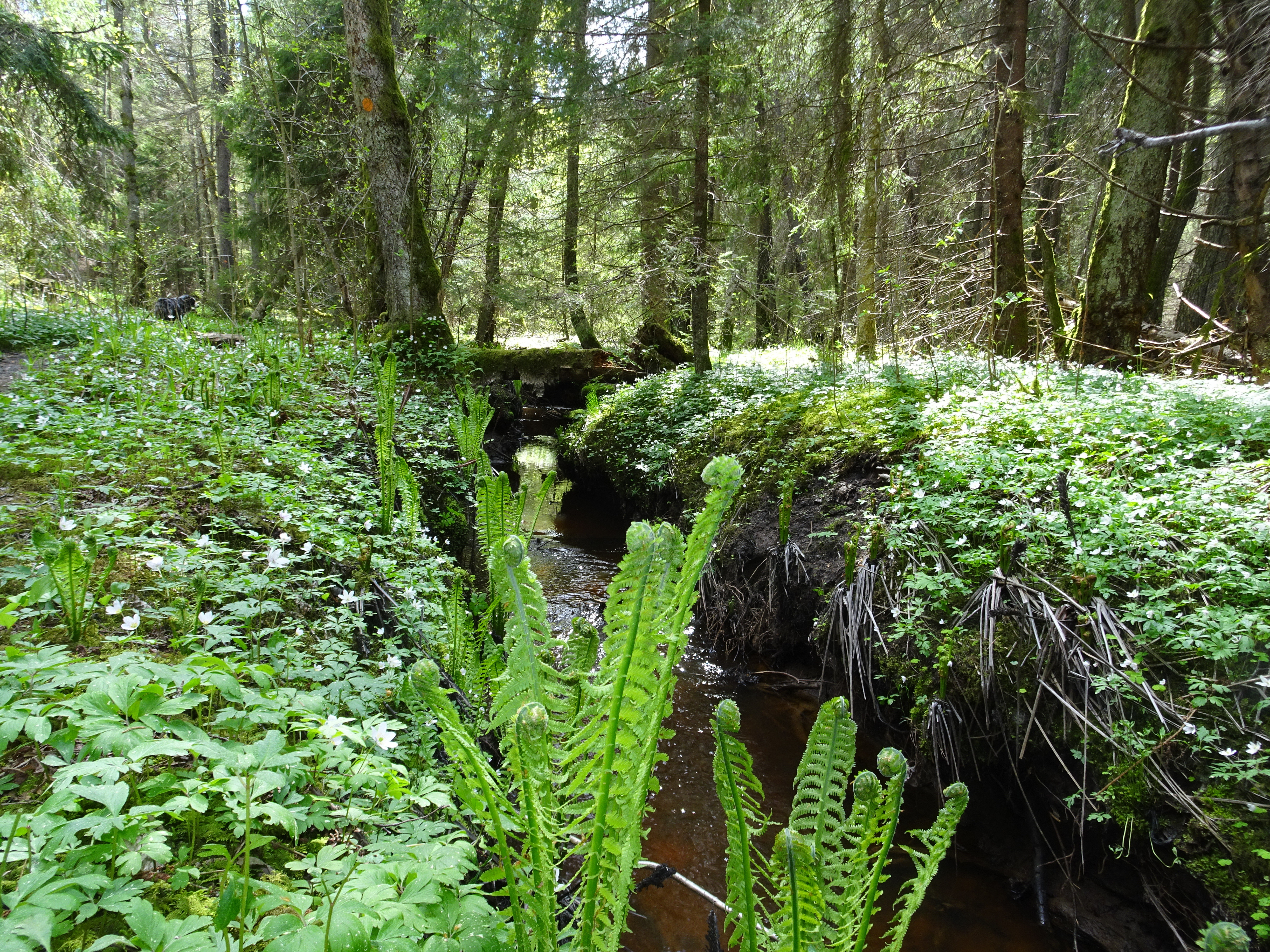
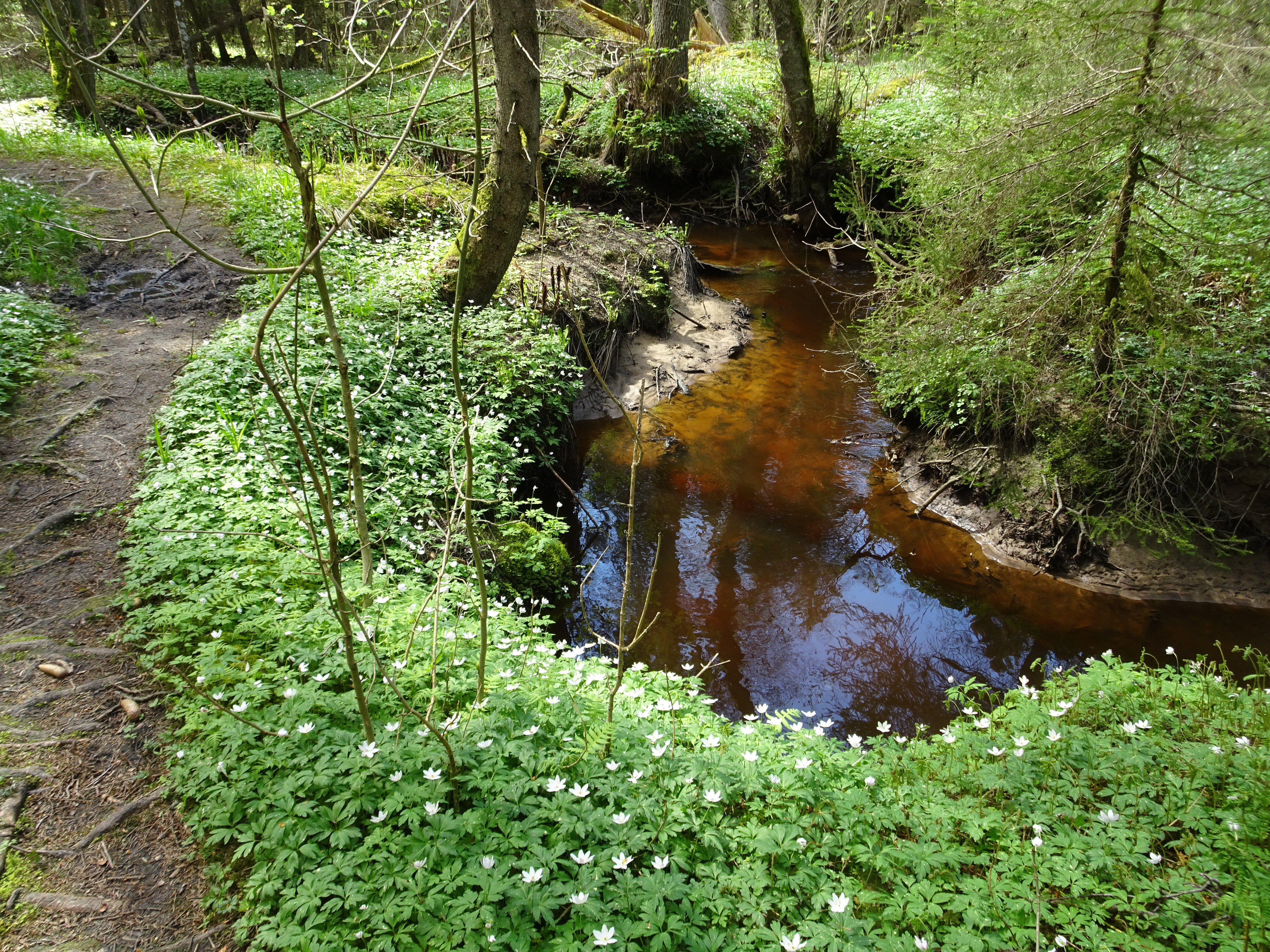
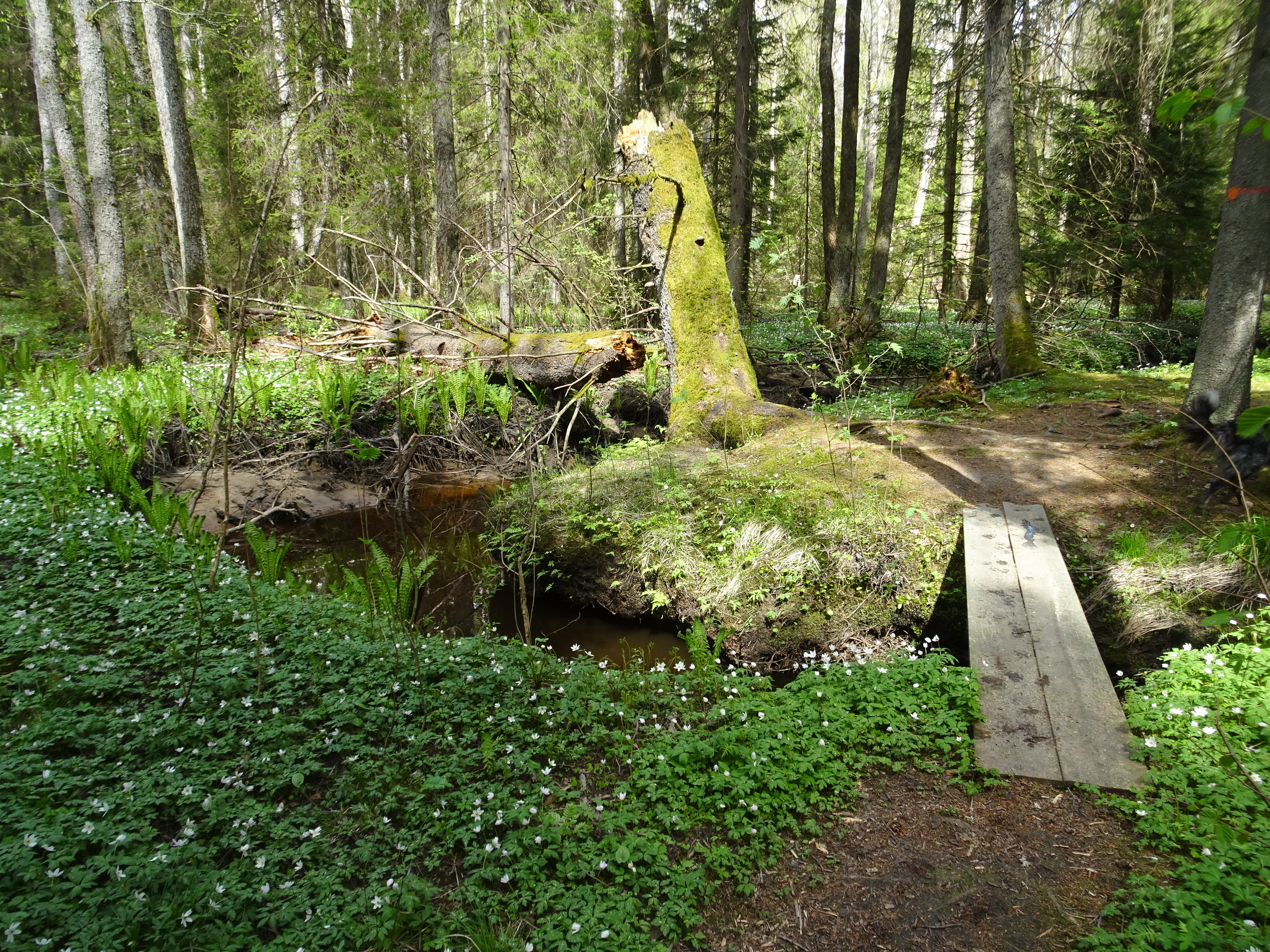
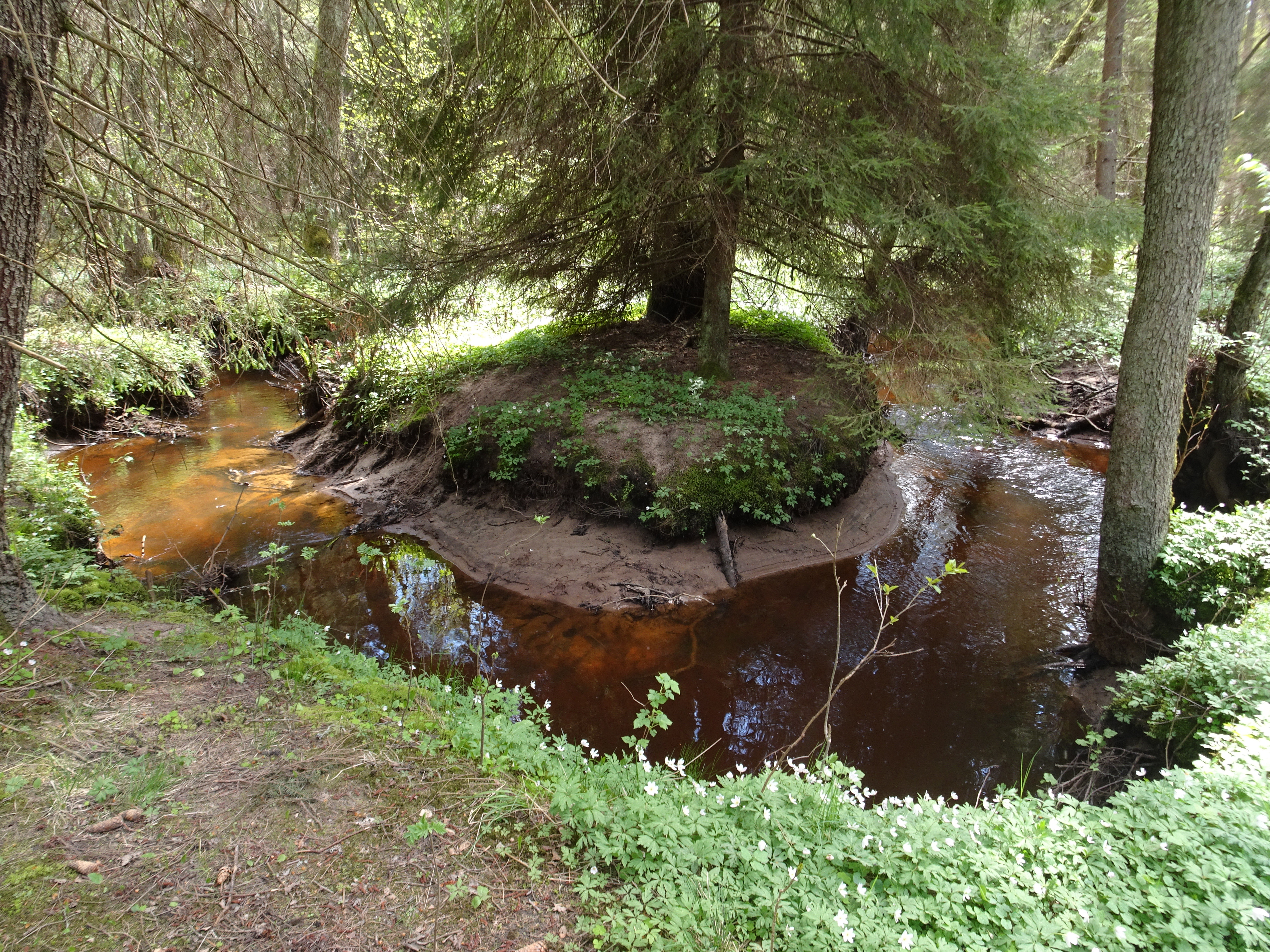
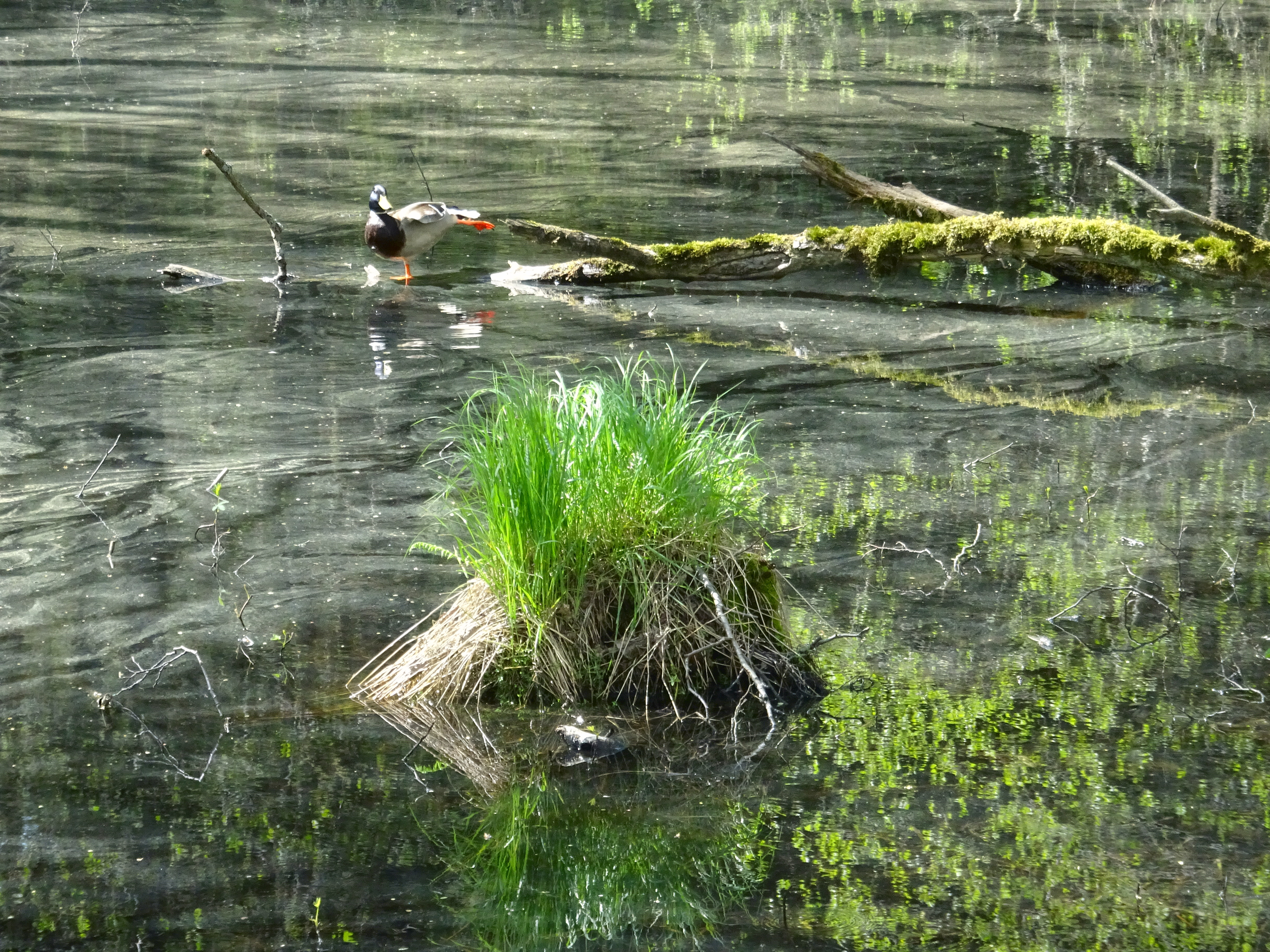